# Gran Premi Schwarzwald
El Gran Premi Schwarzwald (lit. Gran Premi de la Selva Negra) era una competició ciclista alemanya d'un dia que es disputava a la Selva Negra, amb origen i final a Triberg, a l'estat de Baden-Württemberg. Des del 2005, la cursa formà part de l'UCI Europa Tour.

## Palmarès
| Any  | Vencedor           | Segon                | Tercer               |
| ---- | ------------------ | -------------------- | -------------------- |
| 2002 | Jørgen Bo Petersen | Leonardo Bertagnolli | Torsten Hiekmann     |
| 2003 | Torsten Hiekmann   | Björn Glasner        | Leonardo Bertagnolli |
| 2004 | Markus Fothen      | Sylwester Szmyd      | Tomislav Dančulović  |
| 2005 | Fabian Wegmann     | Fortunato Baliani    | Jörg Ludewig         |
| 2006 | Jure Golčer        | Steve Morabito       | Hrvoje Miholjević    |
| 2007 | Radoslav Rogina    | Matija Kvasina       | Peter Velits         |
| 2008 | Mathias Frank      | Marco Pinotti        | Stefan Schumacher    |
| 2009 | Heinrich Haussler  | Jan Bakelants        | Johannes Fröhlinger  |